# María Luisa Clara d'Albert-Luxemburgo (1623-1706)
María Luisa Clara d'Albert-Luxemburgo (en francés: Marie-Louise-Claire d'Albert-Luxembourg; Luxemburgo, 1623-Palacio de Versalles, 1706), Princesa de Tengri, fue dama de la corte de la reina María Teresa de España.

## Vida
Fue hija de León de Albert Duque de Piney-Luxemburgo y de Margarita Carlota de Luxemburgo-Ligny. A la edad de 12 años, su madre y su padrastro la entregaron en el monasterio benedictino de Abbe-ou-Bois en París. De acuerdo con el duque de Saint-Simon,

De vez en cuando decía que se veía obligada a hacerlo; sin embargo, vivió allí durante veinte años y durante mucho tiempo fue mentora de novicias, de lo que se puede concluir que apenas fue encarcelada en el monasterio por la fuerza, que, muy probablemente, se ofreció como voluntaria para esto y finalmente se enamoró de su monasterio, ya que incluso aceptó cocinar para novatos tonsurados.
Saint-Simon. Memorias. 1691-1701, p. 167.

Según sus contemporáneos, Marie-Louise-Claire, a diferencia de su hermano, estaba relativamente cuerda. Se la describe como una bella rubia, "bella y pura como una estrella", pero carente de sentido común en el sentido general, frívola, ágil y adicta. Saint-Simon afirma que la princesa, "a pesar de sus rarezas, no era débil mental". 
Después de que su hermano Enrique Léon de Albert-Luxemburgo renunciara a los títulos y posesiones a favor de la media hermana de Madeleine-Charlotte-Bonna-Teresa de Clermont-Tonneur, María Luisa Clara se convirtió en la heredera legal. Para arreglar el matrimonio de Madeleine con François-Henri de Montmorency-Boutville, el Príncipe de Condé y Madame de Chatillon intentaron asegurar una renuncia oficial de los derechos de herencia de María Luisa Clara.

A menudo expresaba el deseo de liberarse de su voto, y él [Conde] temía que la noticia del brillante matrimonio de su hermana pudiera empujarla a realizar algún truco no deseado; la visitó en el monasterio, prometió obtener el permiso papal para que ella viviera en el mundo, y luego, como un favor especial, y "el derecho a un taburete", y ella, creyendo estas promesas, accedió a todo, permaneció monja y firmó todos los papeles necesarios. - Saint-Simon. Memorias. 1691-1701, pág. 104-105

Del Papa, sin mucha dificultad, obtuvieron por su exención de la vida en el monasterio y de la corte, el derecho a un taburete, porque si la princesa no estuviera obligada por un voto monástico, habría sido duquesa y heredera.
María Luisa Clara se convirtió en la dama de honor de la reina con el nombre de princesa de Tengri, y en 1665 fue nombrada coadjutora de capítulo del convento de la canonesa en Poussa, Lorena. El 18 de marzo de 1699 cedió este cargo a la sobrina de Angélica de Montmorency-Luxembourg, Princesa de Neuchâtel.